# Thomas Webster (schilder)

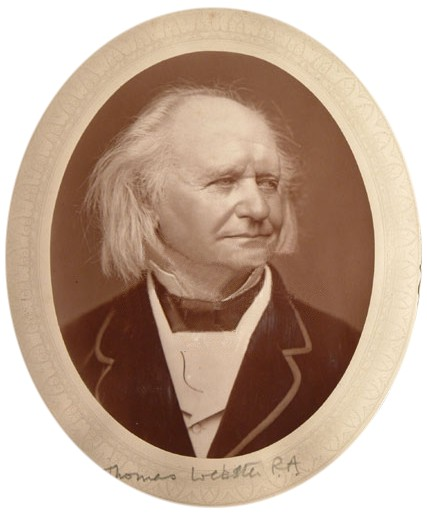
Thomas Webster

Thomas Webster (Londen, 10 maart 1800 – Cranbrook, 23 september 1886) was een Engels kunstschilder die voornamelijk genrestukken produceerde. Zijn werken, vaak met een goedmoedig en humoristisch karakter en veelal met kinderen als onderwerp, waren zeer geliefd bij het Engelse publiek.

## Leven en werk

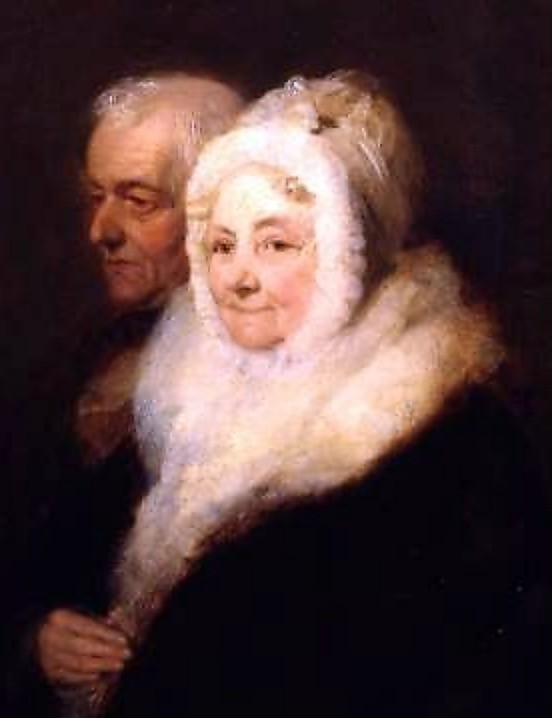
De ouders van de kunstenaar, ca. 1844, Tate Britain, Londen

Websters vader maakte deel uit van de hofhouding van koning George III en liet hem, omdat hij aanleg voor muziek toonde, opleiden als koorknaap. De jonge Webster gaf echter de voorkeur aan de beeldende kunst en ging in 1821 studeren aan de Royal Academy, waar hij in 1824 exposeerde en in 1825 een eerste prijs won. In 1840 werd hij verkozen tot geassocieerd lid en in 1846 werd hij toegelaten als lid van het gerenommeerde instituut. Hij stelde hier regelmatig werk tentoon tot hij zich in 1876 terugtrok. Hierna exposeerde hij er echter nog wel enkele malen.
In 1856 of 1857 verhuisde Webster naar Cranbrook in Kent, waar hij zich aansloot bij de daar verblijvende Frederick Daniel Hardy en diens broer George Hardy en een van de voormannen werd van de groep schilders die bekend werd als de Cranbrook Colony. Zijn vriend John Callcott Horsley, diens protegé Augustus Edwin Mulready en George Bernard O'Neill sloten zich aan bij het gezelschap kunstenaars, dat voornamelijk geromantiseerde landschappen en geïdealiseerde taferelen van het boerenleven produceerde in de stijl van de 17e-eeuwse Hollandse meesters. Hun werken waren zeer geliefd bij de in die periode opkomende industriëlen.
Thomas Webster is tweemaal getrouwd geweest. Zijn eerste echtgenote, een zekere 'Betsy', afkomstig uit Sittingbourne, die hij huwde rond 1848, stierf in 1859. In 1860 hertrouwde hij met de uit Londen afkomstige Ellen Summerfield. Uit de beide huwelijken kwamen geen kinderen voort.